# Tongyeong
Tongyeong (kor. 통영시) – miasto w południowej części Korei Południowej, w prowincji Gyeongsang Południowy. Około 135,8 tys. mieszkańców.